# Welterbe in der Dominikanischen Republik

Zum Welterbe in der Dominikanischen Republik gehört (Stand 2018) eine UNESCO-Welterbestätte des Weltkulturerbes. Die Dominikanische Republik hat die Welterbekonvention 1985 ratifiziert, die bislang einzige Welterbestätte wurde 1990 in die Welterbeliste aufgenommen.

## Welterbestätten
Die folgende Tabelle listet die UNESCO-Welterbestätten in der Dominikanischen Republik in chronologischer Reihenfolge nach dem Jahr ihrer Aufnahme in die Welterbeliste (K – Kulturerbe, N – Naturerbe, K/N – gemischt, (G) – auf der Roten Liste des gefährdeten Welterbes).
| Bild             | Bezeichnung                            | Jahr | Typ | Ref. | Beschreibung                    |
| ---------------- | -------------------------------------- | ---- | --- | ---- | ------------------------------- |
| (weitere Bilder) | Kolonialstadt von Santo Domingo (Lage) | 1990 | K   | 526  | Kolonialstadt von Santo Domingo |

## Tentativliste
In der Tentativliste sind die Stätten eingetragen, die für eine Nominierung zur Aufnahme in die Welterbeliste vorgesehen sind.
Mit Stand 2018 sind 13 Stätten in der Tentativliste der Dominikanischen Republik eingetragen, die letzte Eintragung erfolgte 2018.
Die folgende Tabelle listet die Stätten in chronologischer Reihenfolge nach dem Jahr ihrer Aufnahme in die Tentativliste.
| Bild                                                           | Bezeichnung                                                    | Jahr | Typ | Ref. | Beschreibung |
| -------------------------------------------------------------- | -------------------------------------------------------------- | ---- | --- | ---- | --- |
|                                                                | Jacagua, Villa de Santiago                                     | 2001 | K   | 1704 | Jacagua ist ein Ort in der Provinz Santiago mit einer historischen Kirche. |
| (weitere Bilder)                                               | Montecristi                                                    | 2001 | K   | 1705 | Hauptstadt der Provinz Monte Cristi |
| Archäologischer und Historischer Nationalpark von Pueblo Viejo | Archäologischer und Historischer Nationalpark von Pueblo Viejo | 2001 | K   | 1707 | Die Ruinenstätte Pueblo Viejo oder La Vega Vieja in der Provinz La Vega in der Nähe der heutigen Stadt Concepción de la Vega war nach La Isabela (Ref. 6289) die zweite planmäßige europäische Siedlungsgründung in Amerika. |
| Historisches Zentrum von Puerto Plata                          | Historisches Zentrum von Puerto Plata                          | 2001 | K   | 1708 | Historischer Stadtkern der Stadt San Felipe de Puerto Plata |
| Altstadt von Azua de Compostela                                | Altstadt von Azua de Compostela                                | 2001 | K   | 1709 | Historischer Stadtkern der Stadt Azua de Compostela |
|                                                                | Zuckermühle von Sanate                                         | 2002 | K   | 1714 | Einzelvorschlag zur Serie Ruta de los Ingenios (Route der Zuckermühlen) |
|                                                                | Zuckermühle von Nuestra Señora de Monte Alegre o la Duquesa    | 2002 | K   | 1715 | Einzelvorschlag zur Serie Ruta de los Ingenios (Route der Zuckermühlen) |
| Replik der 1. Kirche Amerikas                                  | Archäologische Stätte von La Isabela                           | 2018 | K   | 6289 | Der Ort La Isabela in der Provinz Puerto Plata war die erste von Europäern planmäßig angelegte Siedlung auf amerikanischem Boden. Bei archäologische Untersuchungen wurden fünf steinerne Gebäude der ehemaligen Siedlung nachgewiesen, darunter eine Kirche, von der in der Nähe eine Rekonstruktion errichtet wurde. Überarbeitung eines Vorschlags von 2001                                            |
| Parque Nacional Jaragua                                        | Parque Nacional Jaragua (Lage)                                 | 2018 | N   | 6290 | Überarbeitung eines Vorschlags von 2001 für eine Naturerbestätte in einen Vorschlag für eine gemischte Kultur- und Naturerbestätte |
| Casa Grande, Palavé                                            | Erste koloniale Zuckermühlen Amerikas                          | 2018 | K   | 6291 | Von den sechs 2001 und 2002 im Rahmen der Serie Ruta de los Ingenios (Route der Zuckermühlen) eingereichten Einzelvorschlägen von Stätten aus der Kolonialzeit, die der Zuckerherstellung dienten, wurden 2018 vier in diesem Sammelvorschlag zusammengefasst: die Zuckermühle von Boca de Nigua, die Zuckermühle von Diego Caballero, die Zuckermühle von Engombe und die Zuckermühle von Palavé (Lage). |
| Parque Nacional Cotubanamá                                     | Parque Nacional Cotubanamá (Lage)                              | 2018 | N   | 6292 | auch Parque Nacional Del Este genannt Überarbeitung eines Vorschlags von 2001 für eine Naturerbestätte in einen Vorschlag für eine Kulturerbestätte |
| Meeressäuger-Schutzgebiet Banco de la Plata y la Navidad       | Meeressäuger-Schutzgebiet Banco de la Plata y la Navidad       | 2018 | K/N | 6293 | Schutzgebiet für Meeressäugetiere in der Umgebung der Meeresbänke La Plata (Silber-Bank) und Navidad |
| (weitere Bilder)                                               | Prähispanische Felskunst in der Dominikanischen Republik       | 2018 | K   | 6294 | |